# Velká pardubická 2013
Velká pardubická 2013 byl 123. ročník tohoto překážkového závodu, který se konal na závodišti v Pardubicích. Uskutečnil se v neděli 13. října toho roku.

## Startovní listina
Na start závodu se postavilo celkem 21 koní:
1. CANTRIDARA (Freddie Mitchell)
2. STATUS QUO (Marek Stromský)
3. TOMIS (Ondřej Velek)
4. AL JAZ (Josef Sovka)
5. BUDAPEST (Josef Váňa ml.)
6. TIUMEN (Josef Váňa st.)
7. TROPIC DE BRION (Marc-Antoine Dragon)
8. KLAUS (Jaroslav Myška)
9. ORPHEE DES BLINS (Jan Faltejsek)
10. SPERANZA (Pavel Kašný)
11. PEINTRE ABSTRAIT (Lukáš Matuský)
12. MOUNT SION (Richard McLernon), Irsko
13. FRENEYS WELL (Martin Ferris), Irsko
14. KASIM (Marcel Novák)
15. ZEST FOR LIFE (Sam Waley-Cohen), Irsko
16. BODYGUARD(Jaroslav Brečka)
17. SHALIMAR FROMENTRO (Alain DeChitray), Spojené království
18. BROKER (Thomas Boyer)
19. SEŠLOST (Liam Treadwell)
20. NIKAS (Dušan Andrés)
21. TREZOR (Josef Bartoš)

## Výsledky
Závod dokončilo celkem šest koní:
1. Orphee des Blins (čas 9:33,22)
2. Nikas
3. Klaus
4. Kasim
5. Peintre Abstrait
6. Tropic de Brion

Žokej Josef Váňa na poslední překážce upadl a závod tak nedokončil. V televizním rozhovoru po závodě přiznal, že s ohledem na jeho věk (závod se jel sedm dnů před jeho 61. narozeninami) to byl jeho poslední závod. Současně vyzval k podpoře Andreje Babiše a jeho politického uskupení ANO 2011 v blížících se volbách do Poslanecké sněmovny Parlamentu České republiky.